# モア (たばこ)
モア（More）は日本たばこ産業(JT)から販売されていたタバコのブランドである。日本での販売は元々R.J.レイノルズ・タバコ・カンパニーの取り扱いであったが、2005年5月よりJT取り扱いブランドとなった。しかし、実際には既製造品の完売をもって国内販売を終了している。（欧米では販売継続）
日本では120mmのエクストラロングのみの販売であったが、ロシアなどではキングサイズの商品も販売されている。
ドイツでは「M」、スイスやフランスでは「タイム」という名称で販売されている。

## 愛飲者
- 峰不二子（ルパン三世）

- 宮城(神竜)秀一関東少年刑務所所長（男組）

- 赤ずきん(東京あかずきん)

- ミル姉さん(笑う犬)